# Грузино-турецкие отношения
Грузино-турецкие отношения — двусторонние дипломатические отношения между Грузией и Турцией. Протяжённость государственной границы между странами составляет 273 км.

## История
16 декабря 1991 года Турция признала независимость Грузии. 21 мая 1992 года был подписан протокол об установлении дипломатических отношений между двумя странами, после чего в столицах были открыты посольства. 
Несмотря на то, что в прошлом на территорию Грузии вторгались войска Османской империи, президент Грузии Эдуард Шеварднадзе признал Турцию как экономического и дипломатического партнера. Грузины воспользовались открытием границы с Турцией и начали развивать энергичную коммерческую деятельность со своим ближайшим капиталистическим соседом. 
Грузины с настороженностью смотрят на растущий неоосманизм в Турции и рост популярности ирредентистских карт, изображающих Турцию, границы которой расширились до бывшей Османской империи, обычно включая Аджарию. 
Хотя некоторые турки с тех пор вернулись в Месхети (которая находится недалеко от турецко-грузинской границы), грузины и армяне, поселившиеся в своих домах, поклялись поднять оружие против любого, кто вернётся. Многие грузины также утверждают, что турок-месхетинцев следует отправить в Турцию, «где им место».
В 1992 году Грузия вступила в Организацию черноморского экономического сотрудничества, штаб-квартира которой расположена в Турции. В декабре 1992 года Турция предоставила Грузии кредит в размере 50 миллионов долларов США на приобретение пшеницы и других товаров, а также начала стимулировать поступление частных инвестиций в Грузию. В начале 1990-х годов Грузия подписала несколько дипломатических соглашений с Турцией, в том числе о признании существующей государственной границы между странами.
У Турции действует генеральное консульство в Батуми, у Грузии — два генеральных консульства в Стамбуле и Трабзоне. Между странами сложились стратегические отношения: с 2007 года Турция является крупнейшим торговым партнером Грузии и входит в число ведущих стран-инвесторов в экономику страны. 31 мая 2011 года Грузия и Турция подписали протокол, который вступил в силу 10 декабря 2011 года, согласно положениям которого граждане этих стран могут пересекать государственную границу по внутренним паспортам.
Турецкие власти безоговорочно поддерживают территориальную целостность Грузии и не признают независимость Абхазии и Южной Осетии. Турция выражает надежду, что эти конфликты будут урегулированы мирным способом с соблюдением территориальной целостности и суверенитета Грузии. Турция также поддерживает усилия Грузии по присоединению к НАТО и Европейскому союзу. Другим важным вопросом в межгосударственных отношениях является процесс возвращения турок-месхетинцев на родину. Турецкие власти следят за этим вопросом и выражают надежду, что все препятствия в процессе возвращения будут устранены в соответствии с обязательствами, которые Грузия взяла на себя в качестве члена Совета Европы в 1999 году.
В 2017 году страны отметили 25-летие с момента установления официальных дипломатических отношений.

## Экономические отношения
Между странами налажено тесное сотрудничество в энергетике, торговле, экономике, образовании и культуре. Турция является крупнейшим торговым партнером Грузии. В 2015 году объём двустороннего товарооборота между странами составил 1,33 миллиарда долларов США. Турецкие компании-подрядчики осуществили в Грузии 197 проектов общей стоимостью 3,5 млрд долл. США. 
Турция экспортирует в Грузию уголь, авиационное топливо, смазочные материалы.
В 2021 году Турция заняла 3 место по экспорту угля в Грузию.
Граждане обеих стран пользуются безвизовым режимом для туристических поездок. 
В 2015 году Турцию посетило около 1 900 000 грузинских туристов.